# Цецина Децій Агінацій Альбін
Цецина Децій Агінацій Альбін (лат. Caecina Decius Acinatius Albinus; д/н — після 426) — державний діяч часів Західної Римської імперії. Сприяв відродженню Риму після його падіння в 410 році

## Життєпис
Походив зі знатного роду Цейоніїв-Деціїв. Син Цеціни Деція Фауста Альбіна, міського префекта Риму 402 року, та Агінації. Зробив гарну кар'єру, ставши сенатором. 410 року зумів пережити захоплення Риму вестготським королем Аларіхом.
Потім спільно зі своїм другом Клавдієм Рутілієм Намаціаном багато зусиль доклав для відновлення Риму. у 414 році стає міським перфектом Риму. 415 року передав цю посаду Намаціану, у 416 року після того, як останній залишив Італію, Альбін знову став міським префектом. Під час обох каденцій відновив терми Деція на Авентинському пагорбі. Також звертався до імператора Гонорія з прохання збільшити постачання зерна, оскільки в Римі почалося відновлюватися населення. 417 року передав цю посаду стриєчному брату Руфію Антонію Агріпнію Волузіану.
У 426 році знову стає міським префектом. Подальша доля невідома, можливо перебував на цій посаді до 428 року, коли передав її вдруге Руфію Антонію Агріпнію Волузіану. Збереглася його вілла, відома яе Сан-Вінченціно.

## Родина
- Флавій Цецина Децій Василь, консул 463 року